# Arne Asplund (arkitekt)
Arne Wilhelm Asplund, född 8 december 1925 i Malmbergets församling, Norrbottens län, död 1 januari 2003 i Örgryte församling, Göteborg, var en svensk arkitekt. 
Asplund, som var son till fabrikör A.E. Asplund och Hildur Isaksson, avlade studentexamen i Luleå 1946 och utexaminerades från Chalmers tekniska högskola 1955. Han anställdes hos arkitekt Sten Ericsson i Göteborg 1955, på stadsplanekontoret i Göteborgs stad 1959 och på stadsbyggnadskontoret i Göteborgs stad/kommun från 1962. Arne Asplund är begravd på Örgryte nya kyrkogård.